# Ust'ja
La Ust'ja (in russo Устья?) è un fiume della Russia europea settentrionale (oblast' di Arcangelo), affluente di destra della Vaga (bacino idrografico della Dvina Settentrionale).

## Descrizione
Nasce da alcuni rilievi collinari presso il confine fra la oblast' di Arcangelo e quella di Vologda. Scorre da est a ovest attraverso 4 distretti della regione di Arcangelo (Kotlasskij, Krasnoborskij, Ust'janskij, Vel'skij) cambiando più volte la direzione della corrente, in una sorta di grande "zig zag", in una zona coperta dalla taiga, con direzione mediamente occidentale. Molti piccoli insediamenti si susseguono lungo il suo corso (il maggiore è Oktjabr'skij). Sfocia dopo 477 km di corso nel medio corso della Vaga, a 259 km dalla foce. Il maggiore affluente ricevuto è la Kokšenga, che confluisce dalla sinistra idrografica non molto lontano dalla confluenza nella Vaga.
Il fiume è gelato, mediamente, dalla fine di ottobre o dai primi di novembre alla fine di aprile o all'inizio di maggio; nei restanti periodi, è navigabile nel basso corso.